# Smif-N-Wessun
Smif-N-Wessun is een Amerikaans hiphop-duo, bestaande uit de rappers Tek (Tekomin  Williams) en Steele (Darrell Yates). De groep is onderdeel van de hiphop supergroep Boot Camp Clik, samen met Heltah Skeltah, Buckshot en O.G.C. Allebei de rappers maken gebruik van Jamaicaans-Patois, tijdens hun verder Engelstalige nummers.
Het hiphop-duo is vernoemd naar de Amerikaanse wapenfirma Smith & Wesson.

## Discographie
- Dah Shinin' (1995)
- The Rude Awakening (1998, als Cocoa Brovaz)
- Smif 'N' Wessun: Reloaded (2005)
- Smif-N-Wessun: The Album (2007)
- Monumental (2011, met Pete Rock)
- The All (2019)
- Seasons (2019) met dFonK)